# Студёные Хутора
Студёные Хутора́ — село Круто-Хуторского сельсовета Липецкого района Липецкой области. Расположены в верховье реки Белый Колодезь.
Студеные Хутора известны по ревизским сказкам с 1835 года. Тогда они упоминались как деревня с этим же названием, которая входила в состав Сырской волости (центр — в селе Сырское).
С 1849 года это село с церковью Рождества Пресвятой Богородицы. Ныне она восстанавливается.
Название — по родникам со студёной водой.

## Население
| 2010 | 2012 |
| ---- | ---- |
| 260  | ↗306 |

## Известные уроженцы
В селе в 1927 году родился Герой Советского Союза П. Г. Волокитин.